# Мёленстен, Мелле
Мелле Мёленстен (нидерл. Melle Meulensteen; род. 4 июля 1999, Неймеген, Гелдерланд) — нидерландский футболист, защитник клуба «Гоу Эхед Иглз».
Мелле — сын футболиста и тренера Рене Мёленстена.

## Клубная карьера
Мёленстен — воспитанник английских клубов «Манчестер Юнайтед» и «Престон Норт Энд». В 2017 году он был включён в заявку последних. В том же году Мелле на правах аренды перешёл в «Ланкастер Сити», но там не играл. В начале 2018 года Мёленстен вернулся на родину, подписав контракт с клубом «Валвейк». 26 января в матче против «Йонг Аякса» он дебютировал в Эрстедивизи. 15 марта 2019 года в поединке против МВВ Маастрихт Мелле забил свой первый гол за «Валвейк». В том же году Мёленстен помог клубу выйти в элиту. 3 августа в матче против ВВВ-Венло он дебютировал в Эредивизи.
1 июля 2022 года Мёленстен перешёл в арнемский «Витесс», подписав с клубом четырёхлетний контракт.
25 июля 2024 года подписал трёхлетний контракт с итальянским клубом «Сампдория».
5 августа 2025 года перешёл в «Гоу Эхед Иглз», подписав четырёхлетний контракт до середины 2029 года. 10 августа дебютировал в гостевом матче Эредивизи против «Фортуны» (2:2), выйдя на замену вместо Виктора Эдвардсена на 69-й минуте.